# فولکس‌واگن تیپ ۴
فولکس‌واگن تیپ ۴ (Volkswagen Type ۴) خودرویی است که در سال‌های ۱۹۶۸ تا ۱۹۷۲ (۴۱۱)۱۹۷۲-۱۹۷۴ (۴۱۲)تولید شده‌است.
طراحی آن خودروهای موتور عقب-محور عقب بوده طول آن در حالت طبیعی ۴٬۵۵۳ میلیمتر (۱۷۹٫۳ اینچ)، عرض آن در حالت طبیعی ۱٬۶۷۵ میلیمتر (۶۵٫۹ اینچ)، ارتفاع آن در حالت طبیعی ۱٬۴۷۵ میلیمتر (۵۸٫۱ اینچ) و وزن آن در حالت طبیعی ۱٬۰۲۰ کیلوگرم (۲٬۲۵۰ پوند) است. سیستم جعبه‌دندهٔ آن به دو صورت خودکار و دستی است.